# Phyllocarida
Phyllocarida é o grupo mais basal, mais primitivo de Malacostraca, incluindo cerca de 40 espécies distribuídas em 10 gêneros. São todos animais marinhos, porém a maioria deles é epibentônica (da zona entremarés até uma profundidade de 400 m). A maioria dos leptostracos é suspensívora e vasculha os sedimentos do fundo, podendo prender fragmentos grandes de alimentos diretamente com as mandíbulas. Alguns são carnívoros, ⁣saprófagos e outros detritívoros.

## Características
Os integrantes do grupo possuem carapaças amplas e dobradas sobre o corpo, semelhantes às dos moluscos bivalves em sua forma, além de 8 segmentos abdominais. Também apresentam toracópodes filopodiais na região do tórax, diferentemente de outros malacóstracos. Os filópodes desses animais possuem cerdas nas pontas a fim aumentar a superfície para as trocas gasosas.

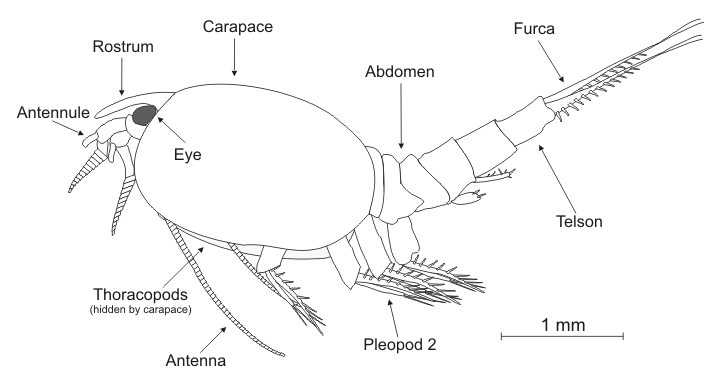
Esquematização da forma básica do corpo dos Phyllocarida.

A maioria mede entre 5 e 15 milímetros de comprimento, mas a espécie Nebaliopsis typica Sars, 1887 é considerada gigante por chegar a medir 5 centímetros.